# Explosion de gaz dans la rotonde du PKO à Varsovie

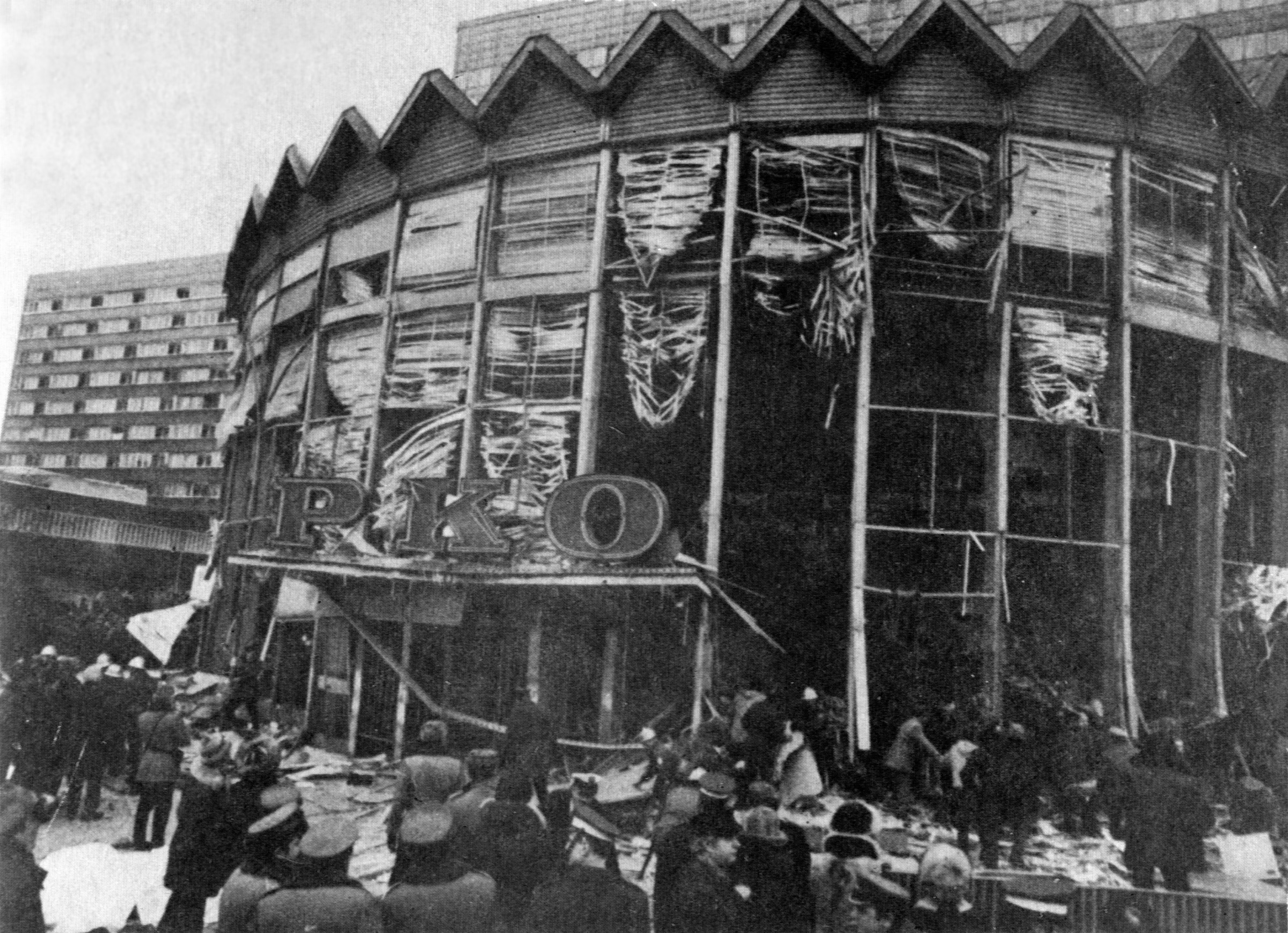
La Rotonde détruite par l'explosion.

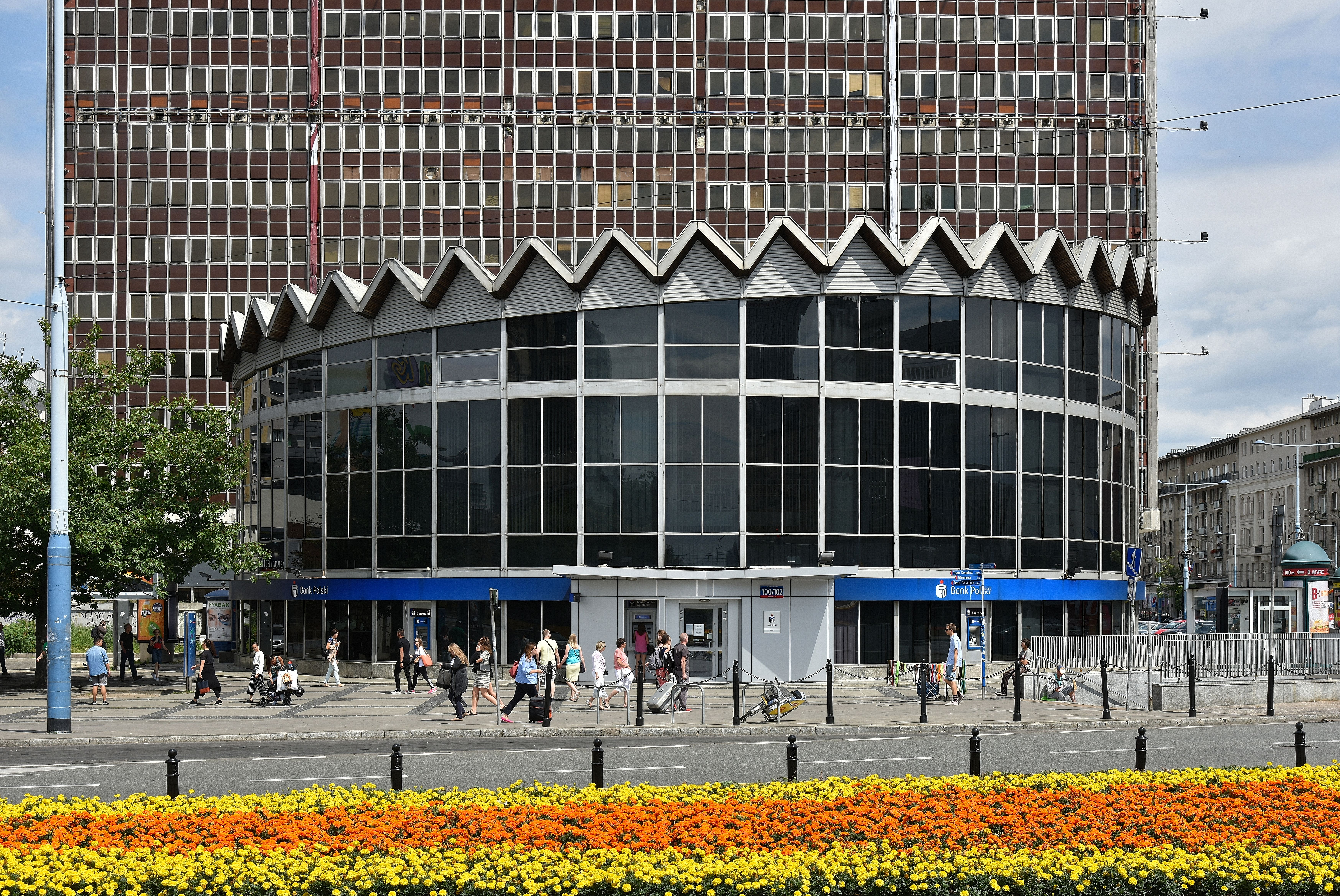
La Rotonde du PKO en 2016.

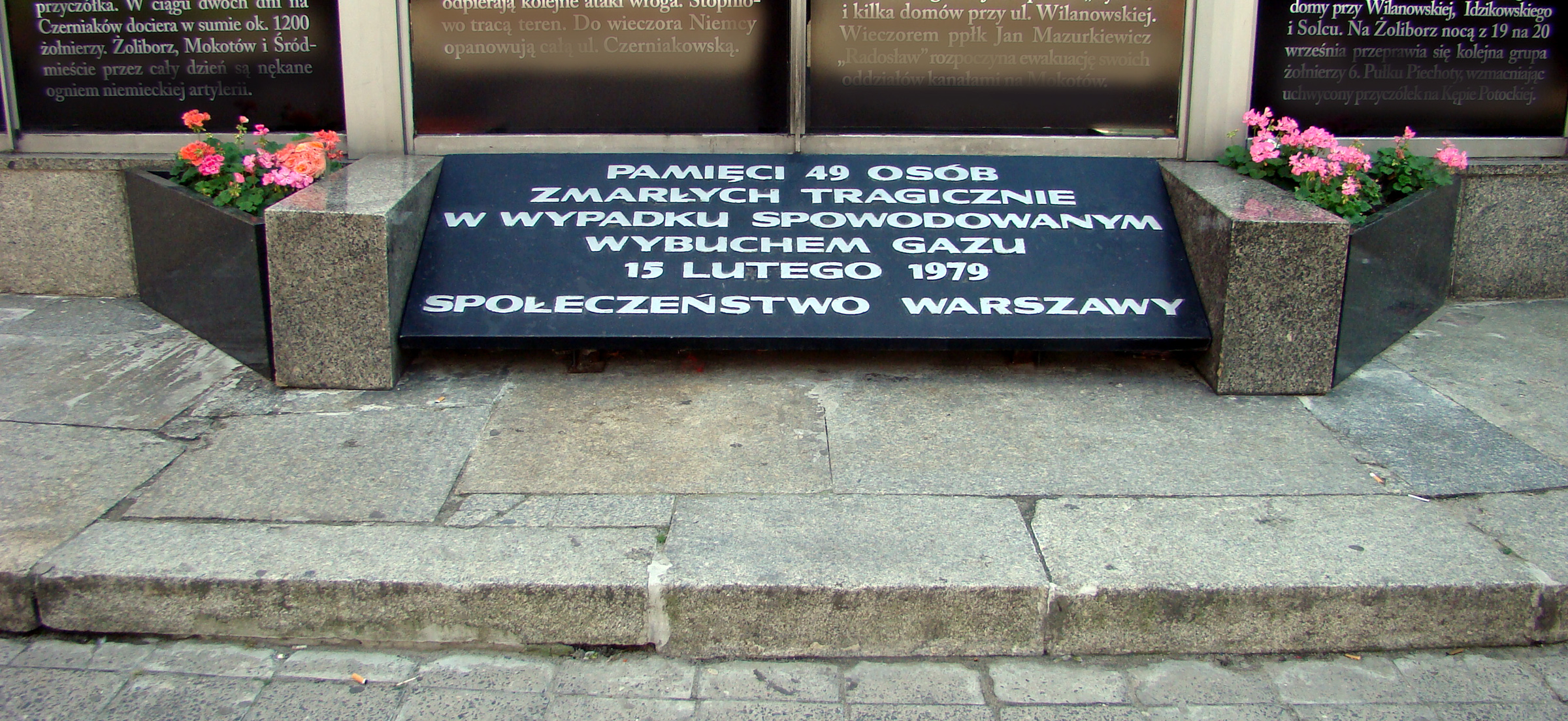
Plaque commémorative.

L'Explosion de gaz dans la rotonde du PKO à Varsovie s'est produite le 15 février 1979 à 12h37 dans le bâtiment de la banque PKO à Varsovie, situé à l'angle de la rue Marszałkowska et de l'Aleje Jerozolimskie. La cause de l'incident était une explosion de gaz naturel.

## L'explosion
L'explosion s'est produite vingt minutes avant la fin du premier quart de travail, alors qu'il y avait environ 170 employés et trois cents clients dans la banque. Au moment de l'explosion, l'ensemble du bâtiment s'est soulevé soudainement tel que — comme l'ont rapporté des témoins de l'événement — une « bulle de savon », puis a « éclaté » — des vitres sont tombées des murss, tandis que tous les étages du bâtiment s'effondraient sur eux-mêmes jusque dans le sous-sol. Les bâtiments voisins ont également été endommagés.
Le bâtiment de la Rotonde a été détruit à 70 %. Les dégâts les plus importants ont eu lieu du côté du bâtiment Universal. Lors de la catastrophe, 49 personnes sont mortes et 77 ont été blessées (le nombre de blessés aurait pu être plus élevé). La dernière personne blessée a été extraite des ruines trois heures après l'explosion. Les moins blessés ont été transportés vers les hôpitaux par des propriétaires de voitures privées. Les recherches dans les décombres ont duré 6 jours. La dernière victime a été retrouvée le mardi 21 février. Des pompiers, des employés de Mostostal (pl), des policiers et des militaires ont participé à la recherche des victimes, soit près de 2 000 personnes au total.
Conformément au règlement du Présidium du Conseil national de la capitale de Varsovie, le 16 février 1979 a été déclaré jour de deuil national.

## Causes de la catastrophe
Vingt ans plus tard, lors du tournage de la série documentaire Czarny serial (pl), les auteurs ont retrouvé l’ouvrier qui était l’auteur probable de l’explosion ; lors de travaux de maintenance, ce dernier aurait trop serré la vis de l'orifice de retenue de la vanne de gaz.
En raison de la contraction thermique causée par la basse température, du serrage excessif de la bride et des mouvements du sol (provoqués par les communications aériennes et la ligne souterraine transurbaine PKP (pl), située à 8 m du lieu de la catastrophe), le dôme de la vanne s'est fissuré et un espace de 77 centimètres a été créé.
L'hiver 1979 a été qualifié d'hiver du siècle en raison des fortes chutes de neige et des températures très basses qui ont suivi. La couverture neigeuse a empêché le gaz naturel d'atteindre la surface, et la basse température a provoqué la condensation de la substance odorante, avertissant de la fuite de gaz.
Par coïncidence, le gaz, privé de son marqueur olfactif, a pénétré dans le boîtier parallèle à 12 trous des câbles de l'installation de télécommunications, et de là à l'intérieur du bâtiment.
L'explosion aurait pu être déclenchée par un court-circuit dans l'installation électrique (la Rotonde elle-même ne disposait pas d'installation de gaz).

## Commémoration
- Le 27 octobre 1979, une plaque commémorative aux victimes de l'explosion a été dévoilée sous le mur nord du bâtiment[5].